# 徐頌仁
徐頌仁（Hsu Sung-Jen；1941年9月1日—2013年10月5日），臺灣指揮家、鋼琴家、作曲家。

## 生平
徐頌仁出生在日治時期的花蓮港廳鳳林街（今花蓮縣鳳林鎮），自幼在教堂接觸音樂。新竹中學時期擔任合唱團伴奏、管樂團指揮，畢業後錄取師大物理系，再轉學至臺大哲學系。在大學時，便開始跟隨許常惠、史惟亮、鄧昌國等臺灣樂界人士學習，也向金葆萱、毛克禮等人學琴。自臺大畢業後，徐頌仁於1968年前往西德，先至雷根斯堡、波昂，後獲西德國家獎學金（Deutscher Akademischer Austauschdienst，DAAD）資助，轉往科隆國立音樂院，在那裏學習鋼琴、指揮與作曲。科隆畢業後，在多特蒙與卡斯魯等地的歌劇院工作。
1976年，徐頌仁回到臺灣，擔任臺北市立交響樂團指揮，並兼任東吳大學教職。1983年起，任教於國立藝術學院，教授管弦樂團、鋼琴等科目，1993年起擔任音樂系系主任（迄1996年止），於2013年退休。同年10月5日，因骨癌病逝於和信醫院。

## 作品

### 作曲
徐頌仁的作品結合了古典音樂與客庄曲調二種元素，富有對於鄉土、民族的關懷之情。
節選
- 《幻想風的抒情曲》，1965年
- 三首鋼琴曲，1966年
- 鋼琴曲《單樂章的奏鳴曲》，1969年
- 聲樂曲《李白詩三首》、《想起了》、《玩燈》、《補缸》，1969年
- 兩首創意曲，1970年
- 為小提琴與鋼琴的奏鳴曲，1970年
- 為管弦樂的奇想競奏曲，1972年
- 鋼琴協奏曲《落大雨》主題變奏，1985年
- 為雙簧管與鋼琴之二重奏，1990年
- 書生與狼，1991年
- 鋼琴三重奏《民謠》，1995年
- 客家平板調，2000年
- 六首鋼琴小品，2004年

### 學術著述
- 阿多諾論音樂的功能，1996年

## 獲獎與榮譽
- 教育部優秀教育人員獎，2000年
- 國立臺北藝術大學年度教學優良教師（2005）
- 第23屆金曲獎（2012年）：傳統暨藝術音樂類，最佳作曲人獎（入圍）

## 評價
徐頌仁接受的音樂教育在西方是最為傳統的路線，曾自承：「西方音樂有一個傳統，作曲家、鋼琴家、指揮家都是同一個人，三位一體是很傳統的路，我就是走這條路，我在台灣被大家評論是傳統保守的人，民意調查結果我是所有音樂家裡面最保守的人，我到現在還是這樣，我自己寫曲，自己奏曲。」 長年投身於指揮人才的教育與養成，有不少臺灣指揮界人士都曾直接、間接地受教於他。

## 個人生活

### 家庭
徐頌仁的父親徐復增牧師（1910年–1984年）是桃園龍潭的客家人。

## 軼事
- 徐頌仁認為指揮的養成與其鋼琴能力密不可分，任教於臺北藝術大學時期，曾堅持在指揮的入學考試保留鋼琴這一測驗項目。至今在該校的碩士班入學測驗當中，仍保有指揮必須彈奏一首完整的奏鳴曲的考試要求。